# Hormogonium
Hormogonium (l. mn. hormogonia), ruchliwka – wielokomórkowy twór występujący u nitkowatych sinic, służący do rozmnażania bezpłciowego (wegetatywnego). Hormogonia są zdolne do aktywnego ruchu oraz do odtworzenia całej nici. Znajdują się wewnątrz osłonek zwanych pochwami, z których wypełzają i przekształcają się w nowe fragmenty nici sinic. Mogą otoczyć się grubymi ścianami komórkowymi i przybrać charakter przetrwalnikowy.